# Obuergeria palma
Obuergeria palma är en djurart som tillhör fylumet slemmaskar, och som beskrevs av Corrêa 1954. Obuergeria palma ingår i släktet Obuergeria och familjen Prosorhochmidae. Inga underarter finns listade i Catalogue of Life.